# Jean Krier
Jean Krier (ur. 2 stycznia 1949 w Luksemburgu, zm. 12 stycznia 2013 we Fryburgu Bryzgowijskim) – luksemburski pisarz. Tworzył w języku niemieckim.
W 1968 zaczął studiować anglistykę i germanistykę we Fryburgu Bryzgowijskim. Po ukończeniu studiów pracował w szkole językowej w tymże mieście, a następnie udzielał prywatnych lekcji. W 1976 wrócił do Luksemburga, gdzie początkowo pracował w centrum kształcenia zawodowego w Grevenmacher, a później do 2010 był nauczycielem języka niemieckiego w stołecznym liceum.
W 2011 otrzymał nagrodę im. Adelberta von Chamisso oraz nagrodę fundacji Servais.
Zmarł 12 stycznia 2013 we Fryburgu Bryzgowijskim po długiej chorobie. Pochowany został 18 stycznia 2013 w Bridel.